# 캠런 비콘도바
캠런 비콘도바(영어: Camren Bicondova, 1999년 5월 22일 ~ )는 미국의 댄서, 배우, 모델이다. 8세 때부터 춤을 배웠으며 호놀룰루와 로스앤젤레스 기반의 댄스그룹 에이트 플라바즈(8 Flavahz)의 일원으로 데뷔하였다. 드라마 《고담》의 셀리나 카일 역으로 잘 알려져 있다.

## 출연 작품

### 영화
- 2014년 걸 하우스

### 드라마
- 2014년 《고담》에서 셀리나 카일 역